# 소냐 브라가
소냐 브라가(Sônia Braga, 1950년 6월 8일 ~ )는 브라질의 배우이다.

## 출연 작품
- 원더 - 할머니 역
- 바쿠라우 - 도밍가스 역
- 샷건 웨딩 - 레나타 역
- 오멘: 저주의 시작 - 실비아 역